# Agnes Christine Dahl
Agnes Christine Dahl (født 23. februar 1861, død 27. september 1950) var en dansk harpist.
Hun var datter af Balduin Dahl og Flora Marie Louise Bagger. Hun var en dygtig harpist, der fra 1886 til 1907 var ansat i Det Kongelige Kapel efter i nogle år at have spillet i faderens orkester i Tivoli.